# 4t Japan Record Awards
El 4t Japan Record Awards es va celebrar 27 de desembre de l'any 1962. En la gala es van reconèixer els mèrits dels cantants d'aquell 1962. La gala fou retransmesa per la cadena TBS. Yukio Hashi i Sayuri Yoshinaga guanyaren el Grand Prix del concurs amb la cançó Itsudemo Yume Wo.

## Guardonats

### Grand Prix del Japan Record Awards
- Yukio Hashi i Sayuri Yoshinaga: Itsudemo Yume Wo (Sempre somiant)
  - Lletra: Takao Saeki
  - Música: Tadashi Yoshida